# Leonid Umanski
Leonid Aleksándrovich Umanski (transliteración del cirílico ruso Леонид Александрович Уманский, 23 de julio de 1890, Rusia-3 de abril de 1957, Schenectady, Nueva York) fue un ingeniero eléctrico ruso.

## Biografía

### Primeros años
Fue el segundo hijo del matrimonio formado por:
Abraham Aleksandr Umanski (1853-20 de agosto de 1913).
Teresa Goldstern (25 de agosto de 1876-25 de octubre de 1957).
Su padre, ingeniero mecánico de profesión, fue la semilla para su posterior carrera; carrera esta que le logró, por méritos propios, fama y reconocimiento mundial.

### Estudios
Cursó sus estudios superiores y obtuvo su licenciatura como ingeniero eléctrico en el Instituto Politécnico Emperador Pedro el Grande de Petrogrado; desde 2015 este centro es conocido como: Universidad Politécnica Pedro el Grande.
Concluyó sus estudios en 1915. En ese mismo año, fue miembro de la comisión de desarrollo hidroeléctrica del Ministerio de Agricultura de Rusia.

### Nueva vida - Estados Unidos
Emigró en 1916 a Estados Unidos y trabajó para el departamento de ingeniería industrial de la empresa estadounidense General Electric, en Nueva York. Trabajó en esa empresa desde 1919 hasta 1955, donde desarrolló nuevos sistemas de iluminación de estudio en producciones de cine y contribuyendo con 18 patentes.
Volvió a su país natal, temporalmente, en 1931. Su trabajo forzó su vuelta y en el tiempo que allí pasó estuvo en representación de la división internacional de la GE.
Falleció el 3 de abril de 1957 a los 66 años, en Schenectady.

## Patentes
A lo largo de su carrera como ingeniero, trabajó en numerosos proyectos de diversa valía e importancia.
Si bien no todos, muchos llegaron a obtener su patente.
| Nombre/Referencia | Descripción                                            | Colaborador      | Fecha petición           | Fecha concesión          | Fecha expiración         |
| ----------------- | ------------------------------------------------------ | ---------------- | ------------------------ | ------------------------ | ------------------------ |
| US 1622551 A      | Sistema de transmisión de alimentación                 |                  | 26 de mayo de 1925       | 29 de marzo de 1927      |                          |
| US 1669150 A      | Regulación de la velocidad de los motores sincrónicos. |                  | 11 de mayo de 1926       | 8 de mayo de 1928        |                          |
| US 1669107 A      | Controlador automático.                                |                  | 9 de mayo de 1927        | 8 de mayo de 1928        |                          |
| US 1845770 A      | Motor sincrónico.                                      |                  | 24 de abril de 1928      | 16 de febrero de 1932    |                          |
| US 1797969 A      | Sistema de control.                                    |                  | 22 de junio de 1928      | 24 de marzo de 1931      |                          |
| US 1822759 A      | Sistema de control del motor                           |                  | 31 de diciembre de 1928  | 8 de septiembre de 1931  |                          |
| US 1908199 A      | Sistema de control                                     | Claude B. Huston | 20 de agosto de 1930     | 9 de mayo de 1933        |                          |
| US 1947399 A      | Indicador de la medida de longitud                     |                  | 30 de octubre de 1930    | 13 de febrero de 1934    |                          |
| US 1953792 A      | Operación paralela de máquinas dinamo-eléctricas       | Harry A. Winne   | 11 de febrero de 1933    | 3 de abril de 1934       |                          |
| US 2023243 A      | Sistema de control                                     | Thomas R. Rhea   | 8 de junio de 1933       | 3 dic 1935               |                          |
| US 2021757 A      | Sistema de control del motor                           |                  | 11 de octubre de 1933    | 19 Nov 1935              |                          |
| US 2105431 A      | Sistema de control                                     | Francis Mohler   | 11 de octubre de 1933    | 11 de enero de 1938      |                          |
| US 2051018 A      | Dispositivo indicador del ratio de la velocidad.       |                  | 28 de marzo de 1934      | 11 de agosto de 1936     |                          |
| CA 360787         | Sistema de control de máquina/s                        | Thomas R. Rhea   | 30 de abril de 1934      | 29 de septiembre de 1936 | 29 de septiembre de 1953 |
| US 2060647 A      | Sistema de control                                     |                  | 13 de diciembre de 1934  | 10 de noviembre de 1936  |                          |
| US 2100653 A      | Sistema de control                                     |                  | 27 de septiembre de 1935 | 30 de noviembre de 1937  |                          |
| US 2176039 A      | Manejo/control de tablas de salida/producción          |                  | 4 de diciembre de 1937   | 10 de octubre de 1939    |                          |
| US 2224619 A      | Sistema de control del motor                           |                  | 17 de junio de 1939      | 10 de diciembre de 1940  |                          |

## Premios

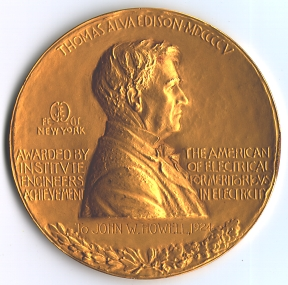
Medalla Edison, máximo galardón obtenido por Leonid A. Umansky.

- 1938, Premio GE Coffin,[37] entregado por la General Electric en honor a su cofundador y primer presidente: Charles Albert Coffin.
- 1955, Medalla Edison IEEE.[38][39][40][41]

Razonamiento, motivo del premio: "Por su destacada contribución a la electrificación de la industria a través de la aplicación de máquinas eléctricas, dispositivos y sistemas de automatización de la maquinaria y sus procesos; y por su inspiración, liderazgo y enseñanza de los hombres en/para este trabajo".